# Chiesa di San Giorgio Martire (Badia Polesine)
La chiesa di San Giorgio Martire è la parrocchiale patronale di Villafora, frazione del comune italiano di Badia Polesine in provincia di Rovigo. Appartiene al vicariato di Badia-Trecenta della diocesi di Adria-Rovigo e risale al XIV secolo. 

## Storia

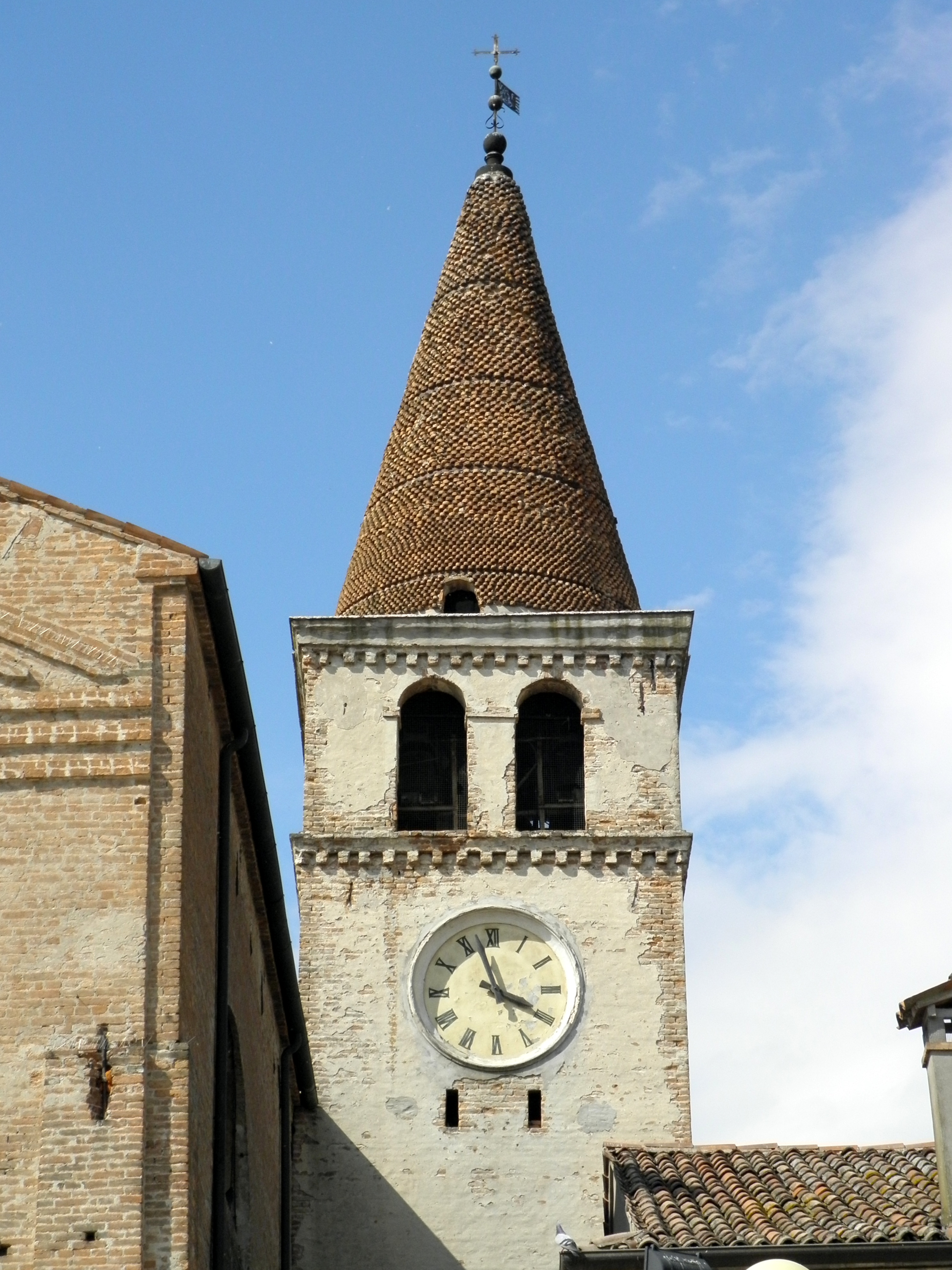
Particolare della torre campanaria della chiesa di San Giorgio Martire a Villafora

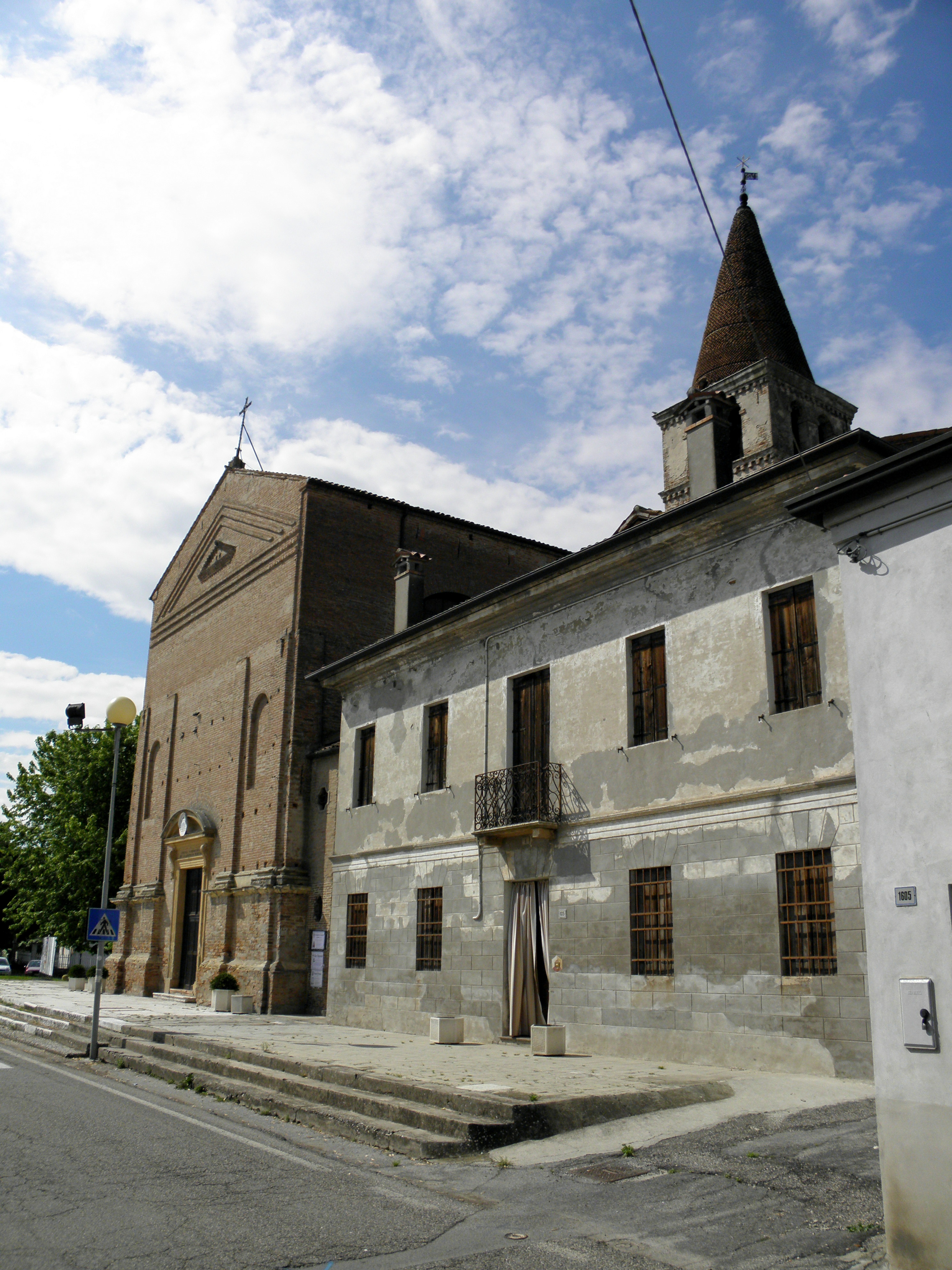
Chiesa di San Giorgio Martire vista da via Maggiore

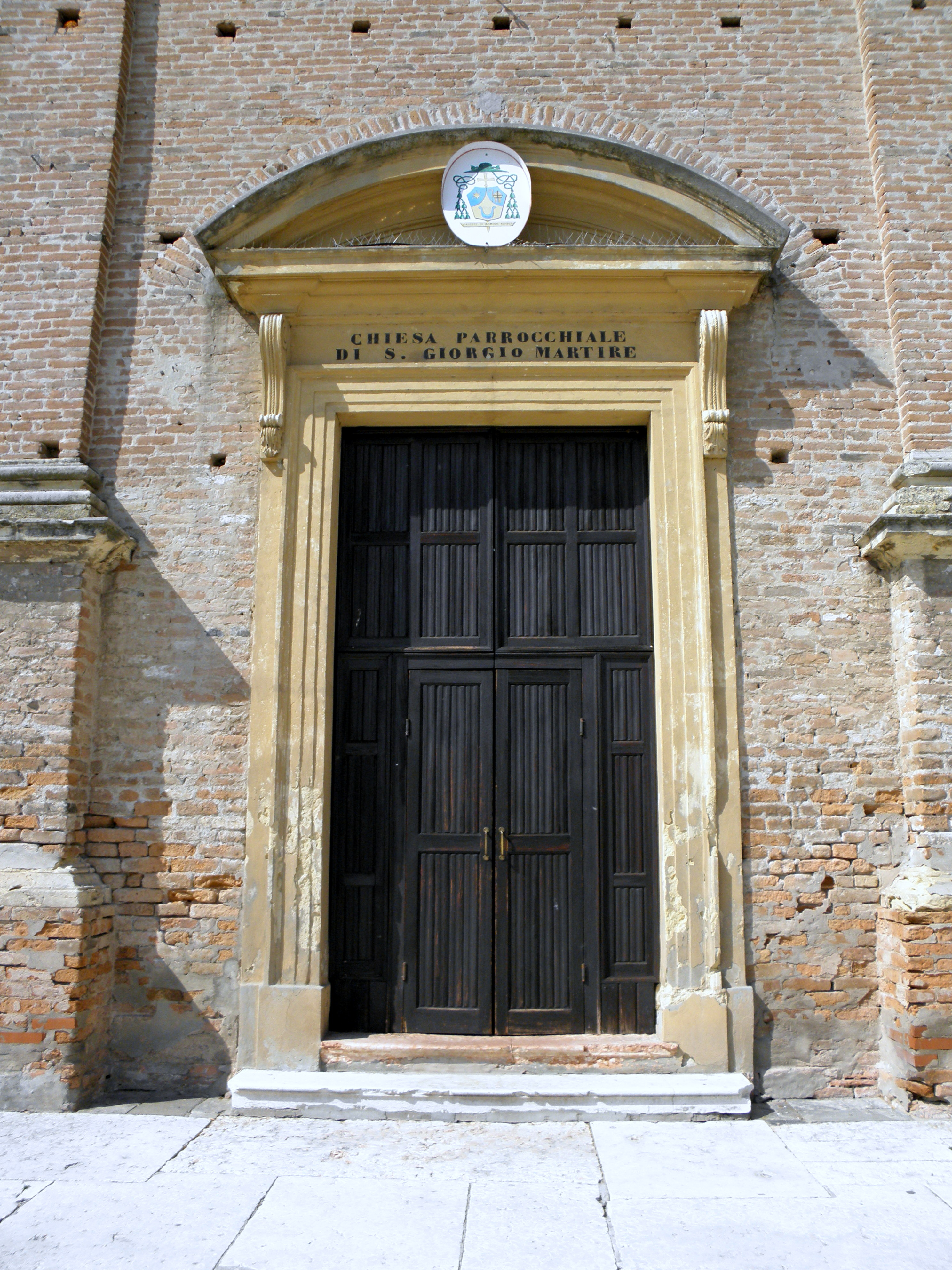
Facciata della chiesa, portale di accesso principale

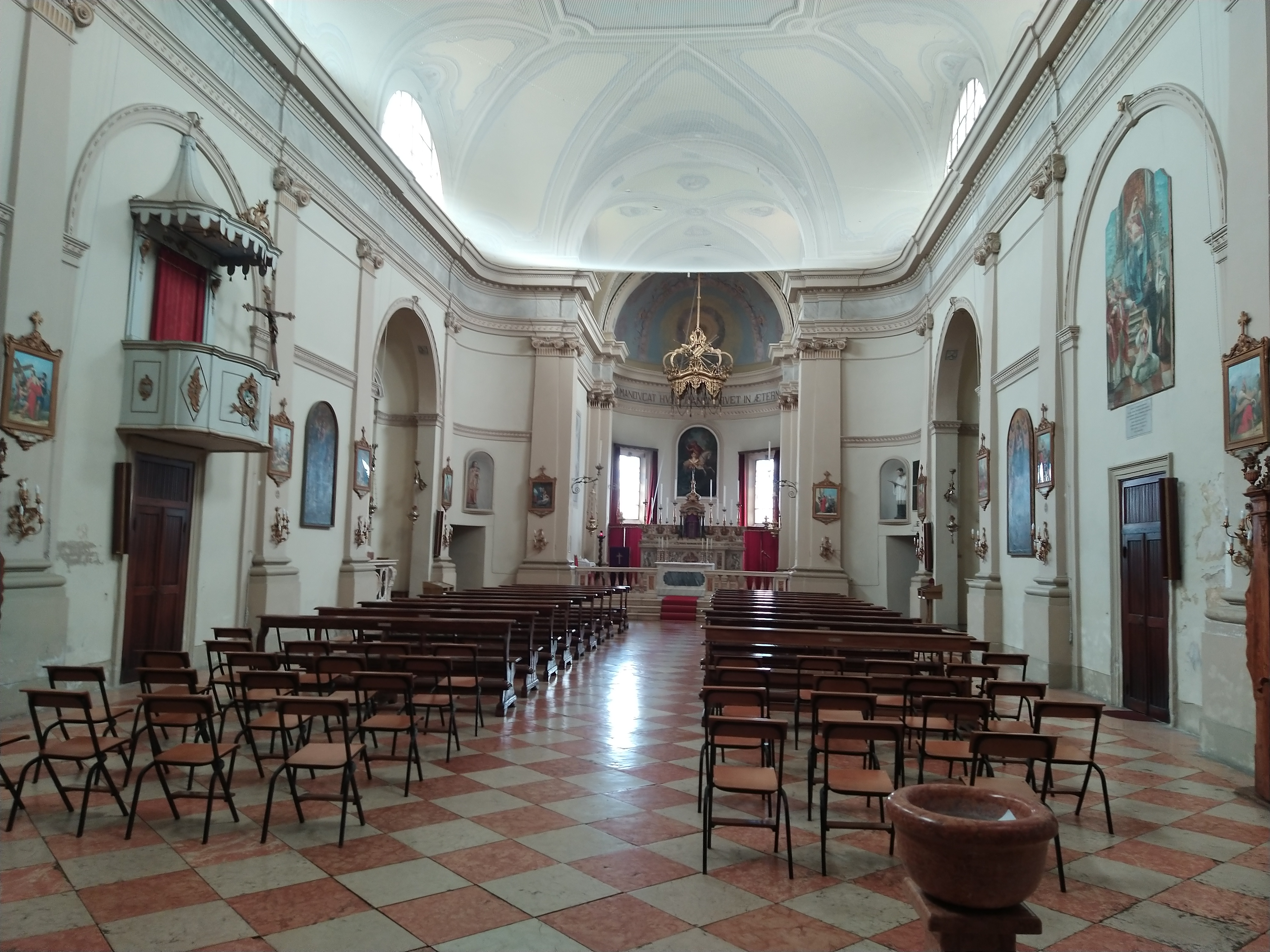
Sala interna con presbiterio

L'abbazia territoriale della Vangadizza	ebbe, a partire dal XIV secolo, giurisdizione sul territorio di Villafora e sulla sua chiesa che quindi fu tra le più antiche dell'intera area. Attorno al 1390 viene citata per la nomina di un suo parroco e da quell'anno in vari documenti notarili il luogo di culto con dedicazione a San Giorgio ricorre frequentemente quando si citano i parroci ad essa legati. Attorno al 1492 venne documento che la chiesa rendeva, come beneficio ecclesiastico cinquanta ducati all'abbazia di Badia Polesine. Il vescovo di Adria Giulio Canani vi si recò in visita pastorale nel 1564, vi ritornò ancora nel 1578 e nelle sue relazioni la chiesa fu descritta come essere dotata, oltre che dell'altare maggiore, di tre altari laterali, con dedicazione rispettivamente a San Giorgio, allo Spirito Santo, a San Giovanni Battista e alla Madonna. La visita successiva del vescovo Lorenzo Laureti, nel 1592, non rilevò alcuna particolare novità. Attorno al 1634 la sala venne arricchita di un nuovo altare e la visita del vescovo Marco Marchiani, quando ancora era abate della Vangadizza, registrò questa modifica. L'abbazia della Vangadizza venne soppressa l'11 aprile 1789 dalla Repubblica di Venezia, che ne incamerò i beni, e nella visita pastorale del 1793 che vi compì il vescovo Arnaldo Speroni degli Alvarotti venne certificato il passaggio alla giurisdizione ecclesiastica della diocesi di Adria. Un altare dell'abbazia in questi anni venne probabilmente trasferito nella chiesa di San Giorgio. Nel corso del XIX secolo, a partire dal 1809, la chiesa fu oggetto di un importante lavoro di restauro e ricostruzione secondo lo stile neoclassico con enormi modifiche ultimate attorno al 1880. In questo periodo l'aula centrale della navata venne rialzata, venne costruita la nuova area presbiteriale con balaustre, fu messo in posa il nuovo altare maggiore e venne sistemato il coro. Attorno alla metà del secolo la struttura venne innalzata di alcuni metri. Il ciclo di affreschi che decora le pareti interne della sala e del presbiterio è stato realizzato entro la metà del XX secolo.

## Descrizione

### Esterni
La chiesa si trova nell'abitato di Villafora, frazione di Badia Polesine in provincia di Rovigo. La facciata a capanna neoclassica in mattoni di laterizio a vista ha davanti un piccolo sagrato. Il prospetto è caratterizzato da lesene poco pronunciate e dal grande frontone triangolare. Il portale di accesso architravato è arricchito dal piccolo frontone basso e curvilineo. Sulle facciate laterali si appoggiano le strutture delle cappelle e della sagrestia. La copertura del tetto a due falde è in coppi di laterizio. La torre campanaria si alza in posizione arretrata sulla destra. La sua cella si apre con quattro coppie di finestre a monofora alte e strette e si conclude con una copertura a cilindro.

### Interni
La navata interna è unica ed ampia con quattro cappelle laterali, due per lato. La sala ha copertura con volta a crociera. Nella sala si conservano un altare ottocentesco proveniente probabilmente dall'abbazia della Vangadizza e la tela raffigurante la Madonna con in braccio il Bambino fra San Giorgio e San Francesco attribuito a scuola veneziana e risalente al XVI secolo. Attraverso l'arco santo si accede al presbiterio leggermente rialzato. L'adeguamento liturgico è stato realizzato entro il 1980 ed è stato conservato l'altare maggiore storico.